# Вирџинија Вејд
Вирџинија Вејд (енгл. Virginia Wade; 10. јул 1945) бивша је британска тенисерка, освајачица три гренд слем титуле у појединачној конкуренцији.

## Каријера
Њено освајање Вимблдона у мечу против Бети Стеве 1. јула 1977. био је посебан догађај, с обзиром да је њиме обележена стогодишњица вимблдонског турнира. Осим појединачних, освојила је и осам гренд слем титула у игри парова. Током професионалне каријере освојила је 55 титула у појединачној конкуренцији. После завршетка играчке каријере једно време радила је као тренер. Касније је радила као коментатор за Би-Би-Си и Еуроспорт.
Године 1989. примљена је у тениску Кућу славних.

## Гренд слем финала

### Појединачно (3)
| Исход  | Година | Турнир                        | Подлога | Противница    | Резултат      |
| ------ | ------ | ----------------------------- | ------- | ------------- | ------------- |
| Победа | 1968.  | Отворено првенство САД        | трава   | Били Џин Кинг | 6–4, 6–2      |
| Победа | 1972.  | Отворено првенство Аустралије | трава   | Ивон Гулагонг | 6-4, 6-4      |
| Победа | 1977.  | Вимблдон                      | трава   | Бети Стеве    | 4–6, 6–3, 6–1 |